# هنری وارنوم پور
هنری وارنوم پور (به انگلیسی: Henry Varnum Poor) (زاده ۸ دسامبر ۱۸۱۲ - درگذشته ۴ ژانویه ۱۹۰۴) کارآفرین، بازرگان و مدیر ارشد اجرایی آمریکایی بود، که در سال ۱۸۶۰ شرکت استاندارد اند پورز را تأسیس نمود.